# Emmanuel Fernandes
Emmanuel Fernandes, né le 10 août 1980 à Thann (Haut-Rhin), est un homme politique français, élu député dans la deuxième circonscription du Bas-Rhin en juin 2022 et reconduit en juillet 2024.

## Biographie
Né d'un père portugais, Emmanuel Fernandes est originaire du Haut-Rhin.
Venu à Strasbourg pour y faire ses études, il rejoint en 2012 le Parti de gauche puis La France insoumise où il devient militant actif. Il se présente aux élections législatives de 2022, avec la NUPES, et bat au second tour le député sortant Sylvain Waserman avec 51,23 % des voix,.
Lors de l'épisode de violences policières du mouvement social contre le projet de réforme des retraites de 2023, il fait partie avec Sandra Regol des députés qui ont interpellé la préfète du Bas-Rhin Josiane Chevalier dans un courrier dénonçant le fait que « des élus, des familles, des collègues » ont subi dans le cortège « des coups de matraque » et tirs de gaz lacrymogènes.
À la suite de la dissolution parlementaire décidée par Emmanuel Macron, il est réinvesti par l'union de la gauche (NFP) et largement réélu lors d'une triangulaire au second tour face aux candidates des blocs macroniste et lepéniste, Rebecca Breitman et l'eurodéputée Virginie Joron.